# 林光日
林 光日（リム・グァンイル、朝鮮語: 림광일、1965年 - ）は、朝鮮民主主義人民共和国の軍人、政治家。朝鮮労働党中央委員会政治局委員候補、朝鮮労働党中央軍事委員会委員。朝鮮人民軍総参謀長、朝鮮人民軍偵察総局長、朝鮮人民軍総参謀部第1副総参謀長、総参謀部作戦総局長などを歴任。朝鮮人民軍における軍事称号（階級）は大将。朝鮮人民軍の強硬派とされる。

## 経歴
1965年に生まれた。出生地は不明。2015年8月4日に第2戦闘訓練局長として、韓国・京畿道坡州市の非武装地帯に木箱地雷を埋設し、韓国軍兵士2人が負傷した事件に関与したとされる。
2017年には中将に昇進し、朝鮮人民軍偵察総局第1副総局長に就任した。
2019年12月には上将に昇進し、朝鮮人民軍偵察総局長に就任した。さらに、12月28日に開催された朝鮮労働党中央委員会第7期第5回総会で朝鮮労働党中央委員会委員に選出され、朝鮮労働党中央軍事委員会委員に選出されたと推測される。
2020年10月10日に開催された、朝鮮労働党創建75周年慶祝閲兵式では、偵察兵閲兵縦隊を率いて行進した。
2021年9月、朝鮮人民軍総参謀長と朝鮮労働党中央委員会政治局委員候補への就任が確認された。

## 参考サイト
북한정보포털
| 先代李永吉 | 朝鮮人民軍総参謀長2021年 - 2022年 | 次代李泰燮 |

| 先代張吉成 | 朝鮮人民軍偵察総局長2019年 - 2021年 | 次代 |